# Mira Potkonen
Mira Marjut Johanna Potkonen (* 17. November 1980 in Heinävesi, Finnland als Mira Marjut Johanna Miettinen) ist eine ehemalige finnische Boxerin im Leichtgewicht. Sie wurde 2016 Vize-Europameisterin, 2018 und 2019 Europameisterin, sowie 2019 auch Europaspielesiegerin und qualifizierte sich mit dem Gewinn einer WM-Bronzemedaille 2016 als erste und bisher einzige finnische Boxerin für Olympische Spiele. Bei den Sommerspielen 2016 gewann sie dann eine Bronzemedaille, wobei es sich um die einzige finnische Medaille dieser Spiele und um die erste olympische Medaille dieser Sportart für Finnland seit der Bronzemedaille von Jyri Kjäll 1992 handelte.
Nach dem erneuten Gewinn einer WM-Bronzemedaille 2019 nahm sie als einzige finnische Boxerin an den Olympischen Spielen 2020 teil und gewann eine Bronzemedaille im Leichtgewicht, was sie zur bislang einzigen finnischen Medaillengewinnerin zweier Olympischen Spiele werden ließ. Mit einem Alter von 40 Jahren wurde sie zudem der bislang älteste Medaillengewinner im Boxen, Männer und Frauen, der olympischen Geschichte.

## Boxkarriere
Mira Potkonen ist rund 1,65 m groß, begann 2007 mit dem Boxsport und trainiert im Tampereen Voimailuseura (TVS) von Tampere unter Maarit Teuronen. Im August 2021 beträgt ihre Bilanz 272 Kämpfe mit 234 Siegen. Sie ist finnische Meisterin der Jahre 2009, 2010, 2011, 2012, 2013, 2014, 2015, 2017, 2018, 2019 und 2020, sowie nordeuropäische Meisterin der Jahre 2012, 2015, 2016, 2017, 2018 und 2019. Bei EU-Meisterschaften gewann sie 2010 in Ungarn, 2011 in Polen und 2013 in Ungarn jeweils eine Bronzemedaille, sowie 2017 in Italien die Goldmedaille mit einem Finalsieg gegen Kellie Harrington.
Bei den Europameisterschaften 2011 in den Niederlanden unterlag sie vor dem Erreichen der Medaillenränge gegen Denitsa Elisejewa und bei den Weltmeisterschaften 2012 in China gegen Adriana Araújo. Zudem schied sie bei den Europameisterschaften 2014 in Rumänien gegen Sofja Otschigawa aus und erreichte bei den Weltmeisterschaften 2014 in Südkorea Platz 9 nach einer Niederlage gegen Katie Taylor. Im Auftaktkampf der Europaspiele 2015 in Aserbaidschan verlor sie gegen Jana Aleksejewna.
Bei den Weltmeisterschaften 2016 in Kasachstan konnte sie sich dann gegen Sandra Brügger, Yin Junhua und Chantelle Cameron ins Halbfinale vorkämpfen, wo sie gegen Anastassija Beljakowa mit einer Bronzemedaille ausschied. Damit hatte sie sich für die Olympischen Spiele 2016 in Brasilien qualifiziert, wo sie erneut eine Bronzemedaille gewann. In der Vorrunde hatte sie dabei die brasilianische Heimfavoritin Adriana Araújo und im Viertelfinale die fünffache Weltmeisterin Katie Taylor besiegt. Beim Kampf um den Finaleinzug verlor sie diesmal gegen Yin Junhua. Die Europameisterschaften 2016 in Bulgarien beendete sie mit dem Gewinn der Silbermedaille nach einer Finalniederlage gegen Darja Abramowa, nachdem sie zuvor Sandra Brügger, Julia Tsiplakowa und Sandy Ryan geschlagen hatte.
Bei den Wahlen zu Finnlands Sportler des Jahres 2016 war sie die weibliche Sportlerin mit den meisten Wählerstimmen und erreichte insgesamt den dritten Platz hinter Leo-Pekka Tähti und Henri Kontinen.
2018 gewann sie die Europameisterschaft in Bulgarien durch Siege gegen Irma Testa, Aneta Rygielska, Kellie Harrington sowie Anastassija Beljakowa und war damit auch für die Weltmeisterschaft 2018 in Indien qualifiziert. Dort konnte sie Anja Stridsman und Alla Jarschjewitsch besiegen, ehe sie im Viertelfinale gegen Supaporn Srisondee ausschied.
Im April 2019 gewann sie den Cologne Boxing World Cup in Köln. Sie besiegte dabei Sandra Brügger, Zichun Xu und Paige Murney. Die Europaspiele 2019 in Minsk gewann sie mit Siegen gegen Ala Jarschjewitsch, Anastassija Beljakowa und Kellie Harrington. Im September 2019 gewann sie zudem die Goldmedaille bei den Europameisterschaften in Spanien. Sie bezwang dabei Paige Murney, Ala Jarschjewitsch, Amy Broadhurst und Maïva Hamadouche. Sie nahm daraufhin noch an den Weltmeisterschaften 2019 in Russland teil, wo sie Sandra Brügger, Marie Palacios und Amy Broadhurst besiegen konnte und erst im Halbfinale gegen die Chinesin Cong Wang ausschied, wodurch sie ihre zweite WM-Bronzemedaille gewann.
Aufgrund ihrer Ranglistenplatzierung erhielt sie als einziger finnischer Boxer, Männer und Frauen, einen Startplatz bei den Olympischen Spielen 2020 in Tokio, wo sie im Alter von 40 Jahren an ihren zweiten Olympischen Spielen teilnahm und erneut eine Bronzemedaille erkämpfte. Nach Siegen gegen Maïva Hamadouche, Oh Yeon-ji und Esra Yıldız, war sie im Halbfinale gegen Beatriz Ferreira ausgeschieden. Während der Schlussfeier war sie die Fahnenträgerin ihrer Nation.
Potkonen gewann darüber hinaus internationale Turniere in Finnland, Schweden, Spanien, Ungarn, Deutschland, Polen, Bulgarien, Tunesien und Indien.

## Auszeichnungen
- Finnlands Boxerin des Jahres: 2011–2019

## Privates
Mira Potkonen ist verheiratet, Mutter zweier Kinder und lebt in Nokia. Nach dem Ende ihrer Wettkampfkarriere 2021 wurde sie Personal Trainerin und Botschafterin der European Masters Games 2023.